# شهرستان راویچ
شهرستان راویچ (به لهستانی: Powiat Rawicz) یک شهرستان در لهستان است که در استان لهستان بزرگ‌تر واقع شده‌است. شهرستان راویچ ۵۵۳٫۲۳ کیلومتر مربع مساحت و ۵۹٬۳۷۵ نفر جمعیت دارد.